# Den Osse
Den Osse is een buurtschap op Schouwen-Duiveland in de Nederlandse provincie Zeeland. Het ligt aan de Grevelingen tussen Scharendijke en Brouwershaven in en is de noordelijkste plaats van Zeeland.
De nederzetting heeft weinig betekenis als woonplaats, maar des te meer als vakantieoord: er zijn onder meer een jachthaven, een camping en een Landal-bungalowpark gevestigd.
Den Osse duikt in 1636 voor het eerst op, en wel in de atlas van Blaeu, als Osse Steert. De huidige naam vindt men vanaf de achttiende eeuw. Het moet van oorsprong de naam van een herberg zijn. De plaats hoorde vanouds bij Klaaskinderkerke. Toen die gemeente in 1813 werd opgeheven kwam het bij Duivendijke, waar ook Brijdorpe en Looperskapelle toe gingen behoren. Nadat Duivendijke in 1961 werd opgeheven en verdeeld, hoorde Den Osse bij Brouwershaven. Sinds 1997 is het, net als de rest van het eiland, deel van de gemeente Schouwen-Duiveland.
Steden: Brouwershaven · Zierikzee

Dorpen: Bruinisse · Burgh · Dreischor · Ellemeet · Haamstede · Kerkwerve · Nieuwerkerk · Noordgouwe · Noordwelle · Oosterland · Ouwerkerk · Renesse · Scharendijke · Serooskerke · Sirjansland · Zonnemaire

Buurtschappen: Beldert · Brijdorpe · Burghsluis · Capelle · Den Osse · Elkerzee · Looperskapelle · Moriaanshoofd · Nieuw-Haamstede · Nieuwerkerke · Schuddebeurs · Westenschouwen · Zijpe

Voormalige gemeentes/plaatsen: Bloois · Bommenede · Duivendijke · Klaaskinderkerke · Rengerskerke en Zuidland · Viane

Zeeland: Steden en dorpen in Zeeland      Nederland: Provincies · Gemeenten